# Florin des Antilles néerlandaises
 (septembre 2023).
Si vous disposez d'ouvrages ou d'articles de référence ou si vous connaissez des sites web de qualité traitant du thème abordé ici, merci de compléter l'article en donnant les références utiles à sa vérifiabilité et en les liant à la section « Notes et références ».
Pour les articles homonymes, voir ANG.
Le florin des Antilles néerlandaises (en néerlandais : Antilliaanse gulden), code ISO 4217 ANG, est l'ancienne monnaie officielle de la fédération des Antilles néerlandaises, un des États formant le royaume des Pays-Bas, divisé en 100 cents (en néerlandais : cent, au pluriel centen). Elle reste la monnaie officielle de Curaçao et Saint-Martin.
Avec la dissolution de la fédération des Antilles néerlandaises en 2010, la devise a cessé d'avoir cours le 1er janvier 2011 dans les nouvelles municipalités à caractère particulier de Saint-Eustache, Saba et Bonaire, lesquelles ont adopté le dollar américain.
Curaçao et Saint-Martin, désormais États constitutifs individuels du royaume des Pays-Bas, continuent d'utiliser le florin des Antilles néerlandaises, mais doivent à terme adopter (à un taux de 1 pour 1) le florin caribéen.
La monnaie n'a plus cours au premier avril 2025.

## Valeur d'introduction et parité avec d’autres devises
Sa parité avec le dollar américain a été maintenue fixe depuis 1971 à 1,79 ANG pour 1 USD. Toutefois, le cours officiel de vente est fixé à 1,82 ANG pour 1 USD, et les cours d’achat et de vente (ou de change avec d’autres devises, y compris avec le florin des Pays-Bas) auprès des organismes bancaires et financiers privés sont variables et soumis à la concurrence des marchés.
Toutefois, la parité initiale avec le dollar américain en 1940 (suivant l’occupation allemande des Pays-Bas en Europe) établie à 1,88585 gulden pour un dollar (alors encore établie par un poids équivalent en or) a assez peu varié depuis en dehors de la dévaluation de 1971 : son cours de parité officielle avec le dollar a subi quelques changements, notamment après la démétallisation du dollar américain et son utilisation croissante en tant qu’unité de compte valorisée sur les marchés, ce qui a eu des conséquences importantes dans les parités de pratiquement toutes les monnaies du monde, y compris le florin antillais qui a dû adapter sa valeur de parité pour réguler ses paiements dans la région (avec toutefois une part sans cesse croissante des échanges avec les États-Unis et la zone dollar grâce à l’activité touristique importante des Antilles néerlandaises alors que l’activité agricole et les échanges avec l’Europe se sont amoindris, réduisant les besoins de réserves en florins des Pays-Bas).
Le florin antillais était aussi la monnaie d’Aruba avant sa séparation de la fédération des Antilles néerlandaises et la création de sa propre banque centrale émettant et contrôlant sa propre devise, le florin arubais, en 1986.

## Histoire monétaire
Les Antilles néerlandaises ont utilisé des monnaies de différents pays au cours de leur histoire. Toutefois, le développement précoce et important du commerce à Curaçao a provoqué une pénurie de pièces pour les paiements des échanges commerciaux locaux et le gouverneur de Curaçao a lors décidé d'utiliser en 1799 des pièces de huit réaux espagnoles, en les coupant en quatre (et en ajoutant une marque centrale) pour leur attribuer la valeur unitaire (accrue) de 3 réaux. Ces petites pièces en coin sont restées célèbres par le nom que les Antillais leur ont donné : les « guillotines » (en référence à la guillotine pendant la Terreur de la Révolution française). Ce sont ces émissions contrôlées localement par le gouvernorat qui ont donné naissance à la Banque des Antilles néerlandaises.
Ce nom de pièce est resté dans la langue en se transformant en guiotin puis finalement yotin. Sa signification et sa valeur est restée la même pour indiquer 50 cents de florins (car alors 6 reals s’échangeaient pour 1 florin).
La plus grosse pièce jamais frappée utilisée dans les Antilles néerlandaises fut celle en or de 90 reals frappée au Brésil à l’effigie du roi Jean V de Portugal (João o Magnânimo, 1706–1750), pièce dite le Joe d’or (dont un exemplaire est conservé dans le musée de la Banque des Antilles néerlandaises). Sa grande valeur a largement favorisé la confiance dans cette monnaie dans la zone Caraïbe, notamment à Curaçao, alors une nouvelle colonie des Pays-Bas dont la position dans le Sud des Antilles (et la capacité et la facilité d’accès de ses ports) favorisait les échanges dans toute la zone au départ de l’Amérique Centrale et du Sud (dont les équipements portuaires étaient beaucoup moins avancés et aisé, les côtes continentales ne disposant pas de hâvres naturels dans une zone fréquemment touchée par les tempêtes et cyclones, et étant d'accès difficile aux plus gros navires, ce qui ne permettait pas d’accueillir de grandes installations de stockage portuaires, alors que les Antilles néerlandaises du Sud offraient plus de facilité, notamment à Curaçao).
Largement contrefaites car très recherchées par les commerçants et producteurs, les fausses pièces de 90 reals contenaient beaucoup moins d’or, et le gouverneur des Antilles dut imposer un certificat d’authenticité et un marquage particulier des pièces véritables, donnant naissance à des pièces spécifiques pour les Antilles (en plus des pièces étrangères frappées en peso espagnols, ou les nouvelles frappes en or en dollars américains (dont la pièce de 30 dollars américains, appelée localement Morocota.)
Vers les années 1880, pour faire face à la pénurie de pièces pour le commerce, d’autres émissions privées de pièces ont été réalisées, libellées en stuivers par certaines familles importantes implantées aux Antilles néerlandaises (Leyba, Jesurun et Naär) qui y ajoutaient leurs propres initiales.
Des émissions en florins ont été frappées depuis le XXe siècle par le gouvernement néerlandais pour tenter d'éliminer la multiplication des devises étrangères ou privées dans la colonie de Curaçao. Ces pièces en florins néerlandais marquées pour les Antilles (de valeur toutefois maintenue alignée avec le dollar américain au moment de leur émission), de même que les pièces en florins européens des Pays-Bas ont été utilisées conjointement jusqu’à la Seconde Guerre mondiale.
Durant la Seconde Guerre mondiale, les approvisionnements en pièces et billets depuis les Pays-Bas ont été suspendus et face à la pénurie, des pièces et billets ont été fabriqués aux États-Unis jusqu’en 1945 (en dollars américains mais avec un palmier distinctif) ; les Antilles néerlandaises émettent aujourd’hui des billets et pièces en florins antillais, fabriquées par la Monnaie royale des Pays-Bas (Rijksmunt in the Netherlands).
Ce n’est toutefois qu’en 1954, avec l’autonomie de la fédération des Antilles néerlandaises (associée au Royaume des Pays-Bas mais séparée de l’État européen) et la création d’une monnaie locale valorisée séparément du florin européen, que les premières pièces libellées en florins antillais ont été frappées par la Monnaie royale néerlandaise, d’abord en or et en argent, puis aussi (après la démétallisation mondiale de l’or et de l’argent des émissions monétaires) en aluminium et d’autres alliages monétaires (à base de cuivre, nickel, bronze...), et sous des tailles et formes variées (y compris des pièces carrées), clairement distinguées des pièces et billets en florins des Pays-Bas.
Avec la dissolution des Antilles néerlandaises le 10 octobre 2010, le florin antillais cesse d'avoir cours à Bonaire, Saba et Saint-Eustache qui adoptent officiellement le dollar américain le 1er janvier 2011. Curaçao et Saint-Martin conservent la monnaie existante, et cherchent initialement à créer une monnaie commune à ces deux nouvelles entités autonomes, le florin caribéen. Mais les négociations s'éternisent, et le ministre des finances de Curaçao déclare en juillet 2015 que la recherche d'une union monétaire n'est pas une priorité.
Le 6 décembre 2023, l'amendement no 176 de l'ISO 4217 annonce l'introduction du florin caribéen à Curaçao et à Saint-Martin le 31 mars 2025. La nouvelle monnaie aura pour code XCG et remplacera le florin des Antilles néerlandaises (ANG) au taux de 1 pour 1. Les pièces et billets en florins caribéens et en florins des Antilles néerlandaises circuleront côte à côte pour les transactions en espèces pendant 3 mois à partir de la date d'introduction du florin caribéen. Le florin des Antilles néerlandaises perdra cours légal le 1er juillet 2025. Les pièces et billets en florins des Antilles néerlandaises peuvent être échangés via les banques commerciales jusqu'au 31 mars 2026 et à la Banque centrale de Curaçao et Saint-Martin (CBCS) jusqu'au 31 mars 2055. Les paiements électroniques/numériques cesseront eux le 31 mars 2025

## Émissions monétaires

### Pièces de monnaie
Les pièces actuelles ont pour valeur 1, 5, 10, 25 ou 50 cents (cette dernière pièce est aussi appelée yotin, voir la section Histoire), ou 1, 2½ ou 5 florins antillais.
Des pièces commémoratives en florins antillais ont été frappées en or et argent depuis 1973 :
- une pièce en argent en 1973 pour les 25 années de règne de la Sa Majesté la reine Juliana des Pays-Bas.
- une pièce en argent et or en 1996 pour célébrer le bicentenaire de la reconnaissance des États-Unis, les Antilles néerlandaises ayant été le premier pays au monde à saluer officiellement le drapeau américain à l’arrivée d’un navire américain dans le port de Saint-Eustache.
- une pièce en argent célébrant les 175 années d’existence de la Banque des Antilles néerlandaises depuis sa création à Curaçao (et son extension plus tardive à l’ensemble des Antilles néerlandaises).

### Billets de banque
En 1892, la Curaçaosche Bank a aussi introduit des billets de 25 ou 50 centen (les seules émissions faites en cents), et de 1 ou 2½ gulden.
Les émissions actuelles de billets comprennent des valeurs de 10, 25, 50 et 100 florins antillais, qui sont les plus communément utilisés. Plus rares sont les billets de 5 et 250 florins antillais.